# 魔形女
魔形女（英語：Mystique）為美国漫威漫畫出版的超级英雄漫画作品內一個變種人角色，主要出現於《X战警》系列中。

## 角色簡介
魔形女最早出場於1978年出版的《驚奇女士》#16，原名瑞雯·達克霍（Raven Darkhölme），本身為藍皮膚黃眼睛，其異能為改變自己的外貌，變成任何人的外型與聲音，而且外表不會老化。魔形女憑此異能進行潛入及暗殺。

在漫畫中，魔形女為葛雷登·克里德及藍魔鬼之生母，並為小淘氣之養母。
X戰警的作者Claremont曾表示希望由魔形女和命運女當父母，但漫威漫畫並不同意，因為當時漫畫準則管理局禁止明確描述同性戀或雙性戀角色。

## 其他媒體

### 電影
- X戰警電影系列：原作中魔形女與X教授及萬磁王沒有關係，電影版則是設定為X教授的養妹。
  - 由莉碧嘉·露美飾演年長版的魔形女。
    - 《X戰警》（2000年）
    - 《X戰警2》（2003年）
    - 《X戰警：最後戰役》（2006年）
    - 《X戰警：第一戰》（2011年）：未掛名客串；童年時的魔形女由摩根·莉莉（英语：Morgan Lily）飾演。

  - 由珍妮佛·勞倫斯飾演年輕版的魔形女。
    - 《X戰警：第一戰》（2011年）
    - 《X戰警：未來昔日》（2014年）：1973年其DNA被崔斯克拿去研究製造哨兵機器人，造成2023年的反烏托邦。在金鋼狼改變歷史後成為變種人們所崇拜的英雄。
    - 《X戰警：天啟》（2016年）：1983年因發現萬磁王的妻女遭到殺害而回到X學院尋求協助，並帶領獨眼龍、琴·葛雷以及藍魔鬼等新生X戰警對抗天啟。
    - 《X戰警：黑鳳凰》（2019年）：遭獲得鳳凰之力的琴·葛雷意外殺害。
- 漫威電影宇宙：由莉碧嘉·露美回歸飾演年長版的魔形女。
  - 《復仇者聯盟：末日之戰》（2026年）

### 遊戲
- 《漫威：未來之戰》：手機遊戲，魔形女是玩家可使用角色之一。

## 外部連結
- Mystique （页面存档备份，存于） at Marvel.com
- Mystique at UncannyXMen.net （页面存档备份，存于）